# Carlos O'Donnell y Anethan
Carlos O'Donnell y Anethan (castellà: Carlos O'Donnell y Anhetan)  (Cadis, 22 d'abril de 1772 - Madrid, 8 de febrer de 1830) fou un aristòcrata i militar espanyol, capità general de Catalunya durant la guerra del francès. Era fill de Joseph O'Donnell O'Donnell, originari d'Oughty, al comtat de Mayo (Irlanda), i descendent de Hugh-Roe O'Donnell, de Castlebar, que abandonaren Irlanda després de la batalla de Boyne, i de Marie Anne d'Anethan, luxemburguesa filla del senyor de Densborn. Era germà d'Enrique José O'Donnell. Es va casar amb María Josefa Joris Casaviella, originària de Cartagena i cambrera de la reina Maria Lluïsa, esposa de Carles IV. La parella va tenir cinc fills, entre ells Leopoldo O'Donnell. El seu fill gran, Carlos O'Donnell, va morir lluitant en el bàndol carlí durant la primera guerra carlina.
El 1809 fou capità general de les illes Canàries i el 1810 passà a la Península, on va participar en els combats de Trujillo (Extremadura). El 1810 fou capità general de Catalunya, i el 1811, capità general de València, on va publicar un manifest recomanant als valencians portar els seus tresors a places segures. Fou fet presoner per Louis Gabriel Suchet i tancat un temps al castell de Vincennes. El 1814 fou ascendit a tinent general, el 1816 fou president de la Cancelleria de Valladolid, i el 1817, capità general de Castella la Vella. Del 1819 al 1822 va ser director de la Societat Econòmica d'Amics del País de Valladolid. El 1819 va rebre la gran creu de l'Orde de Sant Hermenegild.
President de la Junta Provisional Governativa de Valladolid el 10 de març de 1820, el juny del 1820 va participar en una conjura absolutista amb Santiago Pierrad i el capellà Pedro Aris, raó per la qual es va haver d'exiliar durant el Trienni Liberal. Amb l'arribada dels Cent Mil Fills de Sant Lluís el 1823 va tornar a Espanya, i el 21 d'abril de 1823 fou nomenat novament capità de Castella la Vella. El 1824 va rebre la gran creu de l'Orde de Carles III.